# Barbenan
Le Barbenan est une rivière française, qui coule dans le département de l'Allier, et qui se jette dans la Besbre dans la commune du Breuil. Malgré sa petite taille (27 kilomètres) et l'étroitesse de son bassin versant (121 km2), le Barbenan, rivière fort abondante, est le principal affluent de la Besbre. C'est donc un sous-affluent de la Loire.

## Géographie
De 27,4 km de longueur, le Barbenan naît dans les Monts de la Madeleine, situés sur le rebord nord-est du massif central français. Il prend naissance sur le territoire de la commune de Saint-Nicolas-des-Biefs, dans une région verte et boisée, aux précipitations abondantes. Il adopte d'emblée la direction du nord et coule ainsi parallèlement à la Besbre. Arrivé sur le territoire de Saint-Pierre-Laval, il effectue un virage à plus de 90 ° qui le mène en direction de l'ouest. Il conflue peu après avec la Besbre sur le territoire de la localité du Breuil.

### Communes et canton traversés

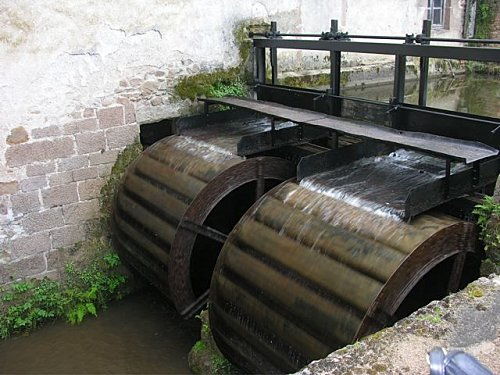
Le Moulin de Montciant au Breuil.

Dans le seul département de l'Allier, le Barbenan traverse ou longe les sept communes suivantes, d'amont en aval, de Saint-Nicolas-des-Biefs (source), Châtel-Montagne, Arfeuilles, Saint-Pierre-Laval, Châtelus, Droiturier et Le Breuil (confluence).
Soit en termes de cantons, le Barbenan prend source et conflue dans le même canton de Lapalisse, dans l'arrondissement de Vichy.

### Bassin versant
Le Barbenan traverse une seule zone hydrographique Le Barbenan & ses affluents (K152) de 123 km2 de superficie. Ce bassin versant est constitué à 56,37 % de « territoires agricoles », à 43,58 % de « forêts et milieux semi-naturels », à 0,50 % de « territoires artificialisés ». 

### Organisme gestionnaire
Le Syndicat Mixte d'Aménagement du Bassin de la Bourbre, regroupant 75 communes, est la structure de gestion du bassin.

## Affluents
Le Barbenan compte douze affluents référencés dont :
- le Malgoutte (rd), 6,2 km sur les quatre communes d'Arfeuilles, Saint-Bonnet-des-Quarts, Saint-Nicolas-des-Biefs, Saint-Rirand avec un affluent 
  -  ? (rg), 0,8 km sur les deux communes de Saint-Bonnet-des-Quarts, Saint-Nicolas-des-Biefs.

Donc son rang de Strahler est de trois.

## Hydrologie
Le Barbenan est une rivière petite, mais fort abondante et irrégulière, comme la plupart des cours d'eau coulant sur les versants du massif central français. 

### Le Barbenan au Breuil
Son débit a été observé sur une période de 42 ans (1967-2008), au Breuil, localité située au niveau de son confluent avec la Besbre. Le bassin versant de la rivière y est de 121 km2 soit la totalité de celui-ci.
Le module de la rivière au Breuil est de 1,88 m3/s.
Le Barbenan présente des fluctuations saisonnières de débit assez marquées, avec une période de hautes eaux prolongée de l'automne au printemps et portant le débit mensuel moyen à un niveau situé entre 2,07 et 3,09 m3/s, de novembre à mai inclus (avec un maximum en février). Dès fin mai le débit diminue rapidement pour aboutir à la période des basses eaux qui se déroule de juillet à début octobre, amenant une baisse du débit moyen mensuel jusqu'à 0,56 m3/s au mois d'août, ce qui reste assez consistant par rapport au module de base. Mais les fluctuations de débit peuvent être plus importantes d'après les années et sur des périodes plus courtes.

### Étiage ou basses eaux
À l'étiage le VCN3 peut chuter jusque 0,025 m3/s, en cas de période quinquennale sèche, soit 25 litres par seconde, ce qui est sévère, mais fréquent parmi les petits cours d'eau du bassin de la Loire (voir les débits du mois d'août de l'Oudon).

### Crues
Les crues peuvent être importantes, du moins pour une petite rivière dotée d'un aussi petit bassin. Les QIX 2 et QIX 5 valent respectivement 17 et 24 m3/s. Le QIX 10 est de 29 m3/s, le QIX 20 de 33 m3/s, tandis que le QIX 50 vaut 39 m3/s. On remarque que ces valeurs correspondent plus ou moins au tiers de celles de la Besbre, bien que le bassin du Barbenan soit six fois moins étendu.
Le débit instantané maximal enregistré au Breuil durant cette période, a été de 33,9 m3/s le 5 mai 2001  tandis que les débits journaliers maximaux enregistrés étaient de 27,4 m3/s le 21 janvier 2004, et de 28,3 m3/s le 28 septembre 2007  Si l'on compare la première de ces valeurs à l'échelle des QIX de la rivière, l'on constate que cette crue était seulement d'ordre vicennal, et donc pas du tout exceptionnelle.

### Lame d'eau et débit spécifique
Au total, le Barbenan est une rivière abondante en règle générale, mais fort irrégulière. La lame d'eau écoulée dans son bassin versant est de 489 millimètres annuellement (contre 402 mm/an pour la Besbre), ce qui est nettement supérieur à la moyenne d'ensemble de la France tous bassins confondus (320 millimètres par an), mais surtout bien plus élevé que la moyenne du bassin de la Loire (244 millimètres par an). Le débit spécifique de la rivière (ou Qsp) se monte à 15,4 litres par seconde et par kilomètre carré de bassin.

## Patrimoine - Curiosités - Tourisme
- Saint-Nicolas-des-Biefs : Château des Hormières. Commune la plus élevée du département de l'Allier. Pisciculture. Ski de fond. Bois de l'Assise. Randonnées. Gîtes ruraux. Cascade de la Pisserotte sur le Barbenan.